# Eothinia argus
Eothinia argus är en hjuldjursart som beskrevs av Harry K. Harring och Myers 1924. Eothinia argus ingår i släktet Eothinia och familjen Notommatidae. Inga underarter finns listade i Catalogue of Life.